# Chinas letzte Warnung

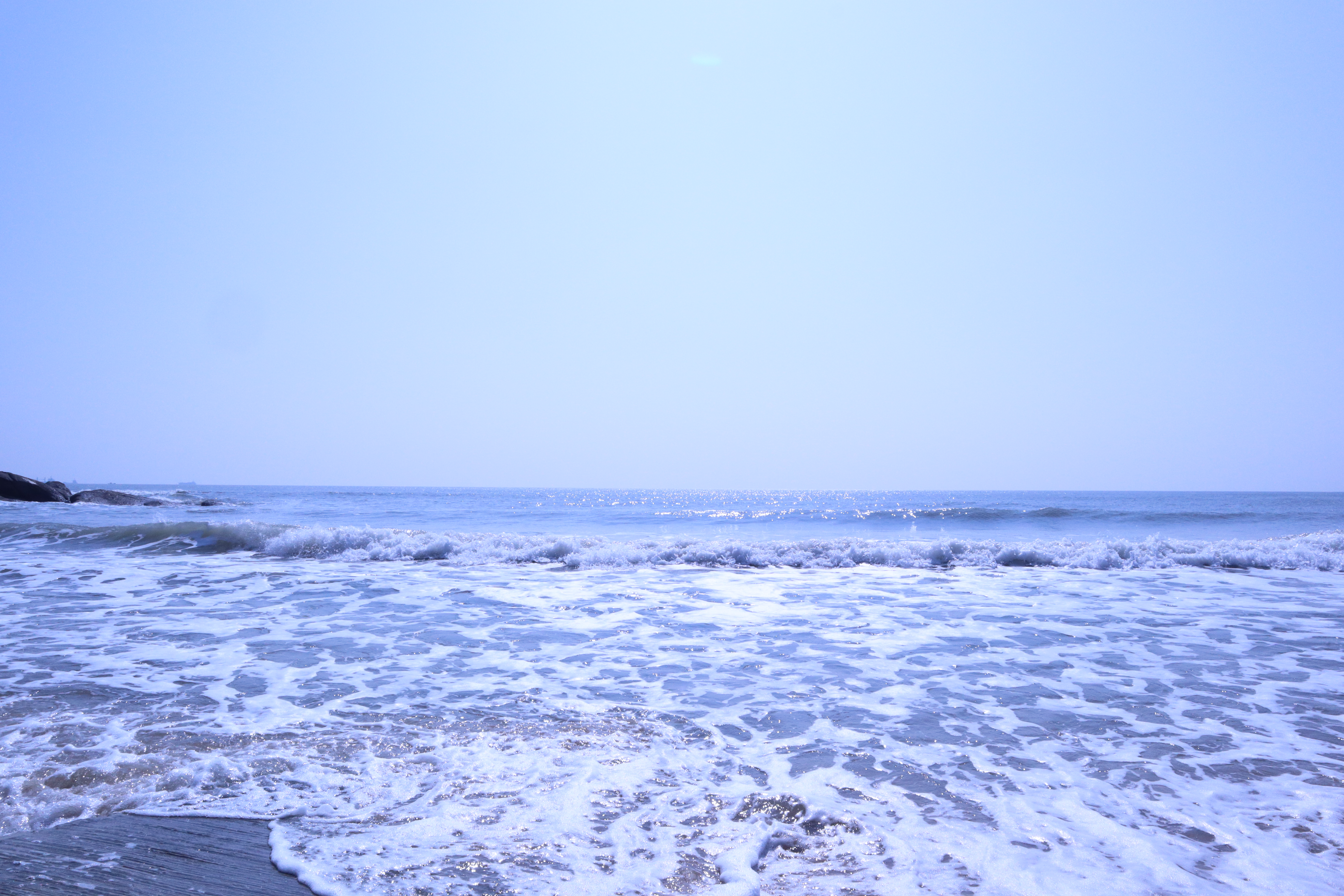
Blick von Kinmen auf die Formosastraße, den Ursprung des Sprichworts

Chinas letzte Warnung (russisch последнее китайское предупреждение, wiss. Transliteration poslednee kitajskoe predupreždenie) ist ein russisches Sprichwort, dessen Ursprung in der Sowjetunion liegt und eine Warnung ohne wirkliche Konsequenzen beschreibt.

## Herkunft
Die Sino-Amerikanischen Beziehungen waren in den 1950er und 1960er Jahren aufgrund des Taiwan-Konflikts angespannt. Amerikanische Militärkampfflugzeuge patrouillierten regelmäßig in der Formosastraße. Hierzu äußerte die Kommunistische Partei Chinas wiederholt formelle Proteste in Form einer „letzten Warnung“. Es wurden hier jedoch nie wirkliche Konsequenzen für das Ignorieren dieser „letzten Warnungen“ angegeben.
Die Volksrepublik China sprach am 7. September 1958, aufgrund eines Aufklärungseinsatzes in der Formosastraße, ihre erste „letzte Warnung“ an die Vereinigten Staaten aus. Zu dieser Zeit betrachteten die Vereinigten Staaten die Republik China als die einzige legitime Vertretung Chinas und führten Aufklärungsflüge, auch in Gewässern der Volksrepublik China, durch. Die Volksrepublik begann solche Vorfälle aufzuzeichnen und über diplomatische Kanäle für jeden dieser Vorfälle eine „letzte Warnung“ auszusprechen. Bis Ende 1964 wurden mehr als 900 chinesische „letzte Warnungen“ bekanntgegeben.